# 岩原紳作
岩原 紳作（いわはら しんさく、1952年12月17日 - ）は、日本の法学者。専門は、会社法・商行為・金融法。学位は、博士（法学）（東京大学・論文博士・2004年）。東京大学名誉教授。早稲田大学大学院法務研究科名誉教授。元日本私法学会理事長。東京都出身。竹内昭夫門下。弟子に加藤貴仁、松井秀征、舩津浩司など。

## 略歴
- 1971年03月 - 開成高等学校卒業
- 1975年03月 - 東京大学法学部第1類（私法コース）卒業[4]
- 1975年04月 - 東京大学法学部助手
- 1978年08月 - 東京大学法学部助教授
- 1981年09月 - ハーバード・ロー・スクール客員研究員（1982年11月まで）
- 1982年12月 - カリフォルニア大学バークレー校ロー・スクール客員研究員（1983年6月まで）
- 1991年09月 - ハーバード・ロー・スクール客員教授（1992年5月まで）
- 1991年11月 - 東京大学大学院法学政治学研究科教授
- 2004年12月 - 博士（法学）（東京大学）（学位論文「電子決済と法(Electronic clearing and law) 」）[5]
- 2005年01月 - 大隅健一郎賞受賞[6]
- 2006年07月 - 日本学士院賞受賞[6]
- 2010年04月 - 法制審議会会社法制部会長
- 2013年04月 - 早稲田大学　大学院法務研究科教授
- 2015年10月 - 金融審議会会長（〜2019年1月）
- 2023年04月 - 早稲田大学　大学院法務研究科名誉教授
- 2023年12月 - 日本学士院会員[7]

## 著書
- 『現代企業法の展開（竹内昭夫先生還暦記念）』（有斐閣、1990年）
- 『商事法の展望―新しい企業法を求めて（竹内昭夫先生追悼論文集）』（商事法務研究会、1998年）
- 『あたらしい金融システムと法』（有斐閣、2000年）
- 『電子決済と法』（有斐閣、2003年）
- 『金融商品取引法セミナー 開示制度・不公正取引・業規制編』（共著、有斐閣、2011年）